# 16

## Події
- Битва при Ідіставізо
- Битва при Ангріварській стіні
- твір Овідія «Epistulae ex Ponto»

## Померли
- Скрибонія — друга дружина Октавіана Августа
- Клемент — римський узурпатор, що намагався захопити імператорську владу